# Bugatti

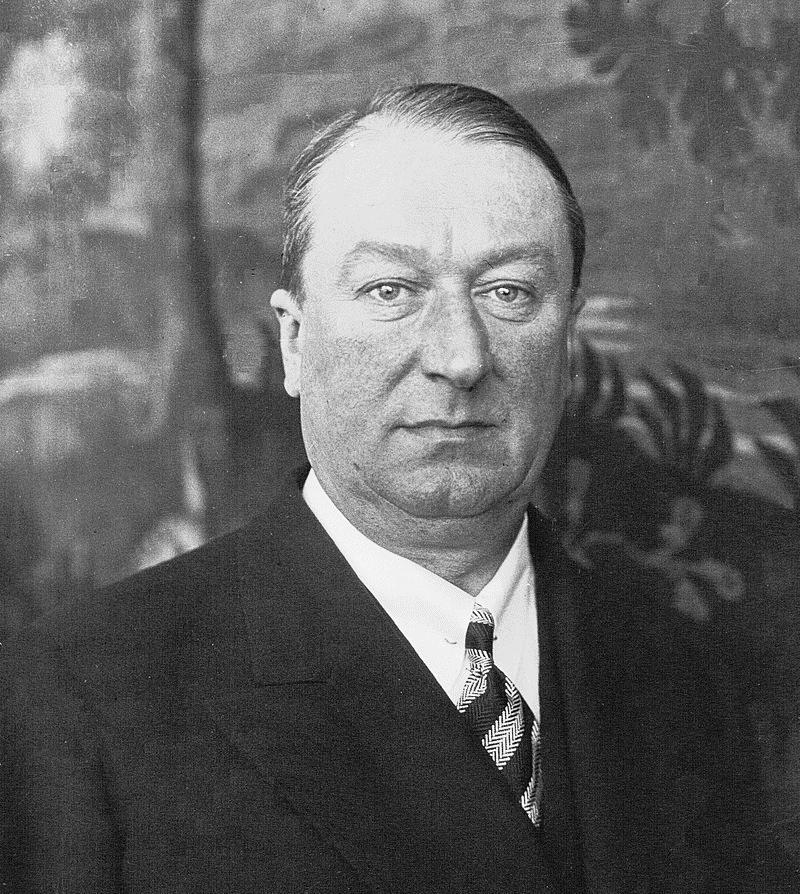
Ettore Bugatti, 1932

Automobiles Ettore Bugatti là nhà sản xuất ô tô hiệu suất cao của Pháp, được nhà thiết kế công nghiệp gốc Ý Ettore Bugatti thành lập năm 1909 tại thành phố Molsheim lúc đó thuộc nước Đức. Những chiếc xe được biết đến với vẻ đẹp thiết kế và cho nhiều chiến thắng cuộc đua của họ. Bugattis nổi tiếng bao gồm những chiếc xe Type 35 Grand Prix, Type 41 "Royale", Type 57 "Atlantic" và chiếc xe thể thao Type 55.
Cái chết của Ettore Bugatti năm 1947 đã dẫn đến kết thúc cho thương hiệu này, và cái chết của người con trai Jean Bugatti năm 1939 khiến công ty không có người kế nhiệm lãnh đạo nhà máy. Chỉ có gần 8.000 xe đã được xuất xưởng. Công ty đã phải vật lộn về tài chính, và phát hành một mẫu xe cuối cùng vào những năm 1950, trước khi được mua lại để kinh doanh phụ tùng máy bay vào năm 1963. Vào những năm 1990, một doanh nhân người Ý đã hồi sinh nó như một công ty chuyển những chiếc xe thể thao độc quyền với lượng xe sản xuất giới hạn. Ngày nay, tên này thuộc sở hữu của Tập đoàn Volkswagen.

## Dưới thời Bugatti Ettore
Người sáng lập Ettore Bugatti sinh ra ở Milan, Ý và công ty ô tô mang tên ông được thành lập năm 1909 tại Molsheim nằm ở vùng Alsace, một phần của Đế quốc Đức từ năm 1871 đến 1919. Công ty được biết đến cả về mức độ chi tiết kỹ thuật của nó trong ô tô và vì cách thức nghệ thuật trong đó các thiết kế được thực hiện, mang bản chất nghệ thuật của gia đình Ettore (cha của ông, Carlo Bugatti (1856-1940), là một nhà thiết kế nội thất và trang sức nghệ thuật Art Nouveau quan trọng).